# Ryvu Therapeutics
Ryvu Therapeutics S.A. (bis 2019: Selvita S.A.) ist ein polnisches Unternehmen mit Sitz in Krakau, das in der pharmazeutischen und biotechnologischen Industrie tätig ist.
Es bietet seinen Kunden Lösungen im Bereich der Arzneimittelforschung, der regulatorischen Studien sowie der Forschung und Entwicklung an. Das Segment Innovative entwickelt neue Medikamente hauptsächlich für die Onkologie und Erkrankungen des zentralen Nervensystems. Das Segment Services beschäftigt sich mit den Forschungs- und Entwicklungsaktivitäten wie der Markteinführung von Substanzen, der Kundenbetreuung und der Risikominderung. Das Unternehmen arbeitet mit zahlreichen Forschungsinstituten und Universitäten in Europa und den Vereinigten Staaten zusammen.
Ryvu Therapeutics ist an der Warschauer Börse notiert und war bis zum 25. März 2025 im polnischen Mittelwerteindex mWIG40 enthalten.
Das Unternehmen wurde 2007 als Start-Up mit 20 Personen gegründet. Im Oktober 2019 wurde die unter dem Namen Ryvu Therapeutics S.A. durchgeführte Innovationstätigkeit aus Selvita ausgegliedert und als eigenständiges Unternehmen weitergeführt. Die Serviceleistungen werden unter dem Namen Selvita S.A. (ISIN PLSLVCR00029) erbracht. Die Labore befinden sich in Krakau, Posen  und Zagreb. Darüber hinaus unterhält Selvita Vertriebsbüros in den größten Biotechnologiezentren der Welt (Regionen Boston und San Francisco  in den USA) und in Cambridge (Vereinigtes Königreich).

## Aktionärsstruktur
| Aktionär                                               | Anteil am Grundkapital |
| ------------------------------------------------------ | ---------------------- |
| Pawel Przewięźlikowski                                 | 17,22 %                |
| Allianz Polska OFE                                     | 05,13 %                |
| Biontech SE                                            | 08,29 %                |
| TFI Allianz Polska                                     | 09,87 %                |
| Nationale-Nederlanden OFE                              | 06,01 %                |
| Tadeusz Wesołowski (mit Augebit FIZ)                   | 05,84 %                |
| Bogusław Sieczkowski                                   | 03,57 %                |
| Weitere Mitglieder des Vorstands und des Aufsichtsrats | 02,24 %                |
| Streubesitz                                            | 37,63 %                |